# 제주 모슬봉 일제군사시설
제주 모슬봉 일제군사시설은 대한민국 제주특별자치도 서귀포시 대정읍 상모리에 있는 일제 강점기 말기 패전에 직면한 일본군이 만든 군사 시설이다. 2006년 12월 4일 대한민국의 국가등록문화재 제314호로 지정되었다.

## 개요
1945년 무렵 건립된 이 시설물은 일제 강점기 말기 패전에 직면한 일본군이 만든 군사 시설로 탄약고 또는 발전소로 쓰였던 것으로 추정되며, 최근까지 고구마 저장 창고로 이용되었다. ‘Y’자형 콘크리트 구조로 구축되었고, 공기구멍 15개가 뚫려 있다.

## 참고 자료
- 제주 모슬봉 일제군사시설 - 국가유산청 국가유산포털